# The Youth
The Youth o  La juventud, es una banda de rock filipino fundada en 1989 en Manila. Su música es una mezcla entre el punk y el rock alternativo, fuertemente influenciado por The Wuds.
La banda fue formada en 1989 por Dodong Cruz (voz / guitarra rítmica), ERAP Carrasco (batería), Pat Epino (guitarra) y Juan Olidan (bajo). Ellos tocaban música adecuada durante ese tiempo, fusionando los ritmos alternativos y punk, que era común en la Capital que se podía escuchar en una estación de Radio XB102. La estación vio los orígenes en lo que sería uno de los actos locales más famosos a principios de los años 90.
Epino finalmente dejó la banda para formar su propia banda, llamada H8red. Raúl Vélez se unió y asumió labores de guitarra. A la llegada de Vélez, el nombre del grupo fue cambiado por lo de The Youth. Con sus diversas influencias, el joven fue capaz de producir su propio sonido característico.
En 1990, Richard Tan tomó bajo su propia decisión, ellos fueron capaces de grabar y editar un álbum del mismo nombre independiente. Al igual que cualquier otra producción de indie, en el álbum tuvo un éxito limitado. Se considera hoy en día como una de las agrupaciones de colección.

## Discografía
| Fecha de Lanzamiento | Título                          | Etiqueta           |
| 1990                 | The Youth                       | Backbeat           |
| 1994                 | Album Na Walang Pamagat         | Polycosmic Records |
| 1997                 | Tao Po                          | Polycosmic Records |
| 2004                 | Jack Daniel’s In Session…Manila | Backbeat           |

- Datos: Q7776839